# Paris-Roubaix de 1996
A 94.ª Paris-Roubaix teve lugar a 14 de abril de 1996 e foi vencida por Bélgica|belga  Johan Museeuw. A prova contou com 262 quilómetros e o vencedor terminou em 6h 03' 00". Patrick Lefevere, o diretor da equipa Mapei-GB, elegeu a ordem dos três corredores que deviam cruzar a meta. Esta ordem foi ditada pelo administrador da equipa Giorgio Squinzi para evitar problemas entre seus ciclistas.
Deve-se de ter em conta que a corrida celebrou o seu 100 aniversário desde a primeira edição em 1896.

## Classificação final
| Posição | Ciclista           | Equipa     | Tempo      |
| ------- | ------------------ | ---------- | ---------- |
| 1.      | Johan Museeuw      | Mapei-GB   | 6h 03' 00" |
| 2.      | Gianluca Bortolami | Mapei-GB   | m.t        |
| 3.      | Andrea Tafi        | Mapei-GB   | m.t        |
| 4.      | Stefano Zanini     | Gewiss     | + 2' 00"   |
| 5.      | Franco Ballerini   | Mapei-GB   | + 5' 30"   |
| 6.      | Andrei Tchmil      | Lotto      | m.t        |
| 7.      | Brian Holm         | Telekom    | m.t        |
| 8.      | Viatcheslav Ekimov | Rabobank   | m.t        |
| 9.      | Francis Moreau     | Gan        | m.t.       |
| 10.     | Marco Milesi       | Brescialat | m.t.       |